# Time Fades Away
Time Fades Away är ett musikalbum med Neil Young utgivet 1973. Albumet är inspelat live men består av tidigare outgivet material. Den turné som albumet spelades in under utvecklades till en mardröm för Young, då bland annat gitarristen Danny Whitten avled till följd av en överdos precis innan den skulle börja. På grund av detta och andra otrevliga minnen kring albumet vägrade Young att ge ut en officiell nyutgåva fram till 2010-talet.

## Låtlista
Samtliga låtar skrivna av Neil Young.
1. "Time Fades Away" - 5:36
2. "Journey Through the Past" - 3:19
3. "Yonder Stands the Sinner" - 3:17
4. "L.A." - 3:11
5. "Love in Mind" - 2:02
6. "Don't Be Denied" - 5:16
7. "The Bridge" - 3:05
8. "Last Dance" - 8:47

## Medverkande
- Neil Young - gitarr, piano, munspel, sång
- Ben Keith - pedal steel guitarr, sång (spår 1, 3, 4, 6, 8)
- Jack Nitzsche - piano (spår 1, 3, 4, 6, 8)
- Johnny Barbata - trummor (spår 1, 3, 4, 6, 8)
- Tim Drummond - bas (spår 1, 3, 6, 8)
- David Crosby - gitarr, sång (spår 3, 6, 8)
- Graham Nash - gitarr, sång (spår 3, 6, 8)
- Joe Yankee - bas (spår 4)

## Listplaceringar
| Lista (1973)   | Position           |
| -------------- | ------------------ |
| Japan          | 24 (Oricon)        |
| Kanada         | 9 (RPM)            |
| Norge          | 16 (VG-lista)      |
| Storbritannien | 20                 |
| Sverige        | 15 (Kvällstoppen)  |
| USA            | 22 (Billboard 200) |